# (8046) Ajiki
(8046) Ajiki (1995 BU) – planetoida z pasa głównego asteroid okrążająca Słońce w ciągu 3,79 lat w średniej odległości 2,43 au. Odkryta 25 stycznia 1995 roku.